# Ці Ма
Ці Ма (англ. Tzi Ma; кит. трад. 馬志, акад. Ма Чжи; нар.10 червня 1962, Британський Гонконг) — американо-гонконгський актор. Найбільш відомий за роллю головнокомандуючого китайською армією генерала Шана в фільмі «Прибуття».

## Біографія
Народився 10 червня 1962 року в Гонконзі в багатодітній родині (крім нього ще семеро дітей).

## Фільмографія
| Рік       |   | Українська назва                  | Оригінальна назва                   | Роль                                 |
| --------- | - | --------------------------------- | ----------------------------------- | ------------------------------------ |
| 1979      | ф |                                   | Cocaine Cowboys                     | Джиммі Лі                            |
| 1981      | ф | Вони всі сміялися                 | They All Laughed                    | роль у масовці (в титрах не вказано) |
| 1984      | с | Шоу Косбі                         | The Cosby Show                      | містер Лі (1 епізод)                 |
| 1986      | ф | Прірва                            | The Money Pit                       | Хван                                 |
| 1989      | с | Зоряний шлях: Наступне покоління  | Star Trek: The Next Generation      | біомолекулярний фізик (1 епізод)     |
| 1989      | с | Макгайвер                         | MacGyver                            | Вінг Лі (1 епізод)                   |
| 1990      | ф | Робокоп 2                         | RoboCop 2                           | Так Акіта                            |
| 1990      | с | Той, хто телефонує опівночі       | Midnight Caller                     | Артур Чанг (1 епізод)                |
| 1992      | ф | Швидкий вогонь                    | Rapid Fire                          | Кінмен Тау                           |
| 1994      | с | Пригоди Бріско Каунті-молодшого   | The Adventures of Brisco County Jr. | Чан (1 епізод)                       |
| 1996      | ф | Ланцюгова реакція                 | Chain Reaction                      | доктор Лу Чен                        |
| 1997      | ф | Пік Данте                         | Dante's Peak                        | Стен                                 |
| 1997      | ф | Червоний кут                      | Red Corner                          | Лі Ченг                              |
| 1998      | ф | Година пік                        | Rush Hour                           | Солон Хан, китайський консул         |
| 1998—1999 | с | Китайський городовий              | Martial Law                         | Лі Хай (5 епізодів)                  |
| 1999      | с | Тисячоліття                       | Millennium                          | доктор Такаші (1 епізод)             |
| 2000      | с | Чиказька надія                    | Chicago Hope                        | містер Вонг (1 епізод)               |
| 2000      | с | Детектив Неш Бріджес              | Nash Bridges                        | Джиммі Зі (2 епізоду)                |
| 2002      | ф | Тихий американець                 | The Quiet American                  | Хін                                  |
| 2004      | ф | Замочити бабцю                    | The Ladykillers                     | «Генерал»                            |
| 2005—2007 | с | 24                                | 24                                  | Ченг Жи (13 епізодів)                |
| 2006      | с | Дедвуд                            | Deadwood                            | гравець в маджонг (1 епізод)         |
| 2007      | ф | Година пік 3                      | Rush Hour 3                         | Солон Хан                            |
| 2007      | ф | Битва в Сіетлі                    | Battle in Seattle                   | губернатор                           |
| 2008      | ф | Шлях меча                         | The Sensei                          | буддистський монах                   |
| 2008      | ф | Всі діти Бога можуть танцювати    | All God's Children Can Dance        | Глен                                 |
| 2008      | с | Анатомія пристрасті               | Grey's Anatomy                      | Паттерсон (1 епізод)                 |
| 2009      | с | Грань                             | Fringe                              | Мінг Че (1 епізод)                   |
| 2009      | с | Клуб ляльок                       | Dollhouse                           | Мацу (1 епізод)                      |
| 2010      | с | Теорія брехні                     | Lie to me                           | Господар будинку (1епізод)           |
| 2010      | с | Морська поліція: Лос-Анджелес     | NCIS: Los Angeles                   | Хун Лі (1 епізод)                    |
| 2012      | ф | Брудна кампанія за чесні вибори   | The Campaign                        | містер Чжень                         |
| 2013      | с | Агенти Щ.И.Т.                     | Agents of S.H.I.E.L.D.              | агент Куан (1 епізод)                |
| 2013—2013 | с | Якось у казці                     | Once Upon a Time                    | Дракон (1 епізод)                    |
| 2014      | ф | Рука на мільйон                   | Million Dollar Arm                  | Чанг                                 |
| 2015      | ф | Дорога на Палі                    | Pali Road                           | пан Жанг                             |
| 2016      | ф | Прибуття                          | Arrival                             | генерал Шан                          |
| 2016      | с | Людина у високому замку           | The Man in the High Castle          | генерал Онада (6 епізодів)           |
| 2017      | с | Улов                              | The Catch                           | Кенджи Йошида (1 епізод)             |
| 2017      | с | Мислити як злочинець: За кордоном | Criminal Minds: Beyond Borders      | інспектор Чонг (1 епізод)            |
| 2017      | с | Ординатор                         | The Resident                        | Тед Чжу (1 епізод)                   |
| 2018      | с | Кремнієва долина                  | Silicon Valley                      | Яо (3 епізоду)                       |
| 2018      | ф | Хмарочос                          | Skyscraper                          | Шенг, начальник пожежної бригади     |
| 2019      | ф |                                   | The Farewell                        | Хайян Ван                            |
| 2020      | ф | Мулан                             | Mulan                               | Хуа Чжоу                             |
| 2020      | ф |                                   | Tigertail                           | Пін-Джуї                             |
| 2020      | ф |                                   | The Kid Detective                   | містер Чанґ                          |
| 2025      | ф | Стрільці                          | Gunslingers                         | Лін                                  |